# Migrar
Migrar ist ein Kinderbuch von Javier Martínez Pedro. Es erschien 2011 in Mexiko in spanischer Sprache bei Ediciónes Tecolote. Grundlage der Geschichte ist ein Text des mexikanischen Lyrikers José Manuel Mateo. Die deutsche Ausgabe erschien im August 2015 bei Edition Orient.
Das Bilderbuch wurde mit dem Bologna Ragazzi Award (2012) und dem White Raven der internationalen Jugendbibliothek (2013) ausgezeichnet.
Bei dem Bilderbuch handelt es sich zudem um ein Leporellobuch. Dieses wird nicht wie ein klassisches Buch von links nach rechts durchgeblättert, sondern mit einer einzigen, neunfach gefalteten, einseitig bedruckten Seite vertikal von oben nach unten gelesen. 
Pedro hat die Illustrationen des Buches auf traditionellem Amatl-Papier angefertigt. Dieses wird in Mexiko seit prähispanischer Zeit aus Überlagerung von Schichten aus speziell präparierter Baumrinde fabriziert. Javier Martínez Pedro gilt als einer der wichtigsten Künstler der Illustration auf Baumrindenpapier, welches er auch selbst herstellt.

## Inhalt
Migrar erzählt die Geschichte einer Familie, die von einem ländlichen Dorf in Mexiko illegal nach Los Angeles immigriert. Erzählt wird aus der Sicht eines kleinen Jungen. 
Die Geschichte beginnt damit, dass der Junge von seinem Heimatdorf erzählt. Die Menschen dort sind Bauern und leben von dem, was sie anbauen. Das Land ist nicht ihr eigenes, sie behandeln es jedoch so, als wäre dies der Fall. Doch dann beginnt sich das Leben im Dorf zu verändern. Immer mehr Männer verlassen das Dorf, um eine Arbeit in den USA zu finden. Viele kommen zurück, um ihre Familien nachzuholen. 
Auch Pedros Vater geht in die USA und schickt seiner Familie von dort aus Geld. Als irgendwann kein Geld mehr ankommt, bleibt Pedros Familie keine andere Wahl, als ihr Heimatdorf zu verlassen und die Reise in die USA zu wagen, die mit einigen Gefahren verbunden ist. 
Pedro, seine Schwester und seine Mutter springen auf einen Zug und anders als manche anderen, die auf der Reise erwischt werden oder „verschwinden“, gelingt es ihnen, in Los Angeles anzukommen. Dort finden sie eine Arbeit im Reinigungsgewerbe, doch ihre Zukunft bleibt ungewiss und auch den Vater haben sie am Ende des Buches noch nicht gefunden.